# Michail Alexejewitsch Moissejew

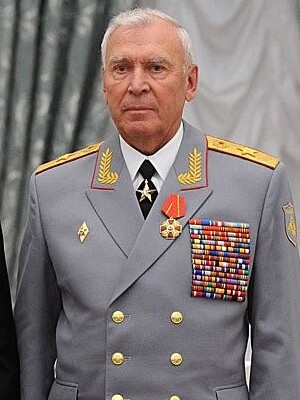
Michail Alexejewitsch Moissejew, 2014

Michail Alexejewitsch Moissejew (russisch Михаил Алексеевич Моисеев; * 22. Januar 1939 in Maly Iwer, Oblast Amur, RSFSR, UdSSR; †  18. Dezember 2022 in Moskau) war ein sowjetischer bzw. russischer Armeegeneral und von 1988 bis August 1991 der Stellvertreter von Verteidigungsminister Dmitri Jasow und vom 22. bis zum 23. August 1991 der amtierende Verteidigungsminister.

## Leben
Moissejew schloss 1957 die Schule ab und trat im November 1958 seinen Dienst beim 97. Panzer-Ausbildungsbataillon an. 1962 schloss Moissejew die Höhere Ausbildungsanstalt für Panzerkommandeure in Blagoweschtschensk ab und trat im selben Jahr der KPdSU bei. 1972 schloss Moissejew die Frunse-Militärakademie ab und wurde zum stellvertretenden Kommandeur eines Panzerregimentes ernannt. 1976 erfolgte seine Beförderung zum stellvertretenden Kommandeur der 50. Garde-Schützendivision, ehe er 1978 zum Kommandeur einer motorisierten Schützendivision innerhalb der GSSD ernannt wurde. Ein Jahr später erfolgte seine Beförderung zum Generalmajor. Moissejew schloss 1982 die Militärakademie des Generalstabes ab und wurde 1984 zum Generalleutnant befördert. Im Sommer 1985 wurde Moissejew zum stellvertretenden Befehlshaber und im Januar 1987 zum Befehlshaber des Wehrkreises Fernost ernannt und im Mai 1987 zum Generaloberst befördert. Am 14. Dezember 1988 wurde er Nachfolger von Sergei Achromejew im Amt des stellvertretenden Verteidigungsministers und galt als Anhänger von Dmitri Jasow. 1989 wurde er zum Armeegeneral befördert und wurde Abgeordneter des Volksdeputiertenkongresses. Er war darüber hinaus in den Jahren 1990 und 1991 Mitglied des Zentralkomitees der KPdSU.
Moissejew unterstützte (wie sein Vorgesetzter Jasow) den Augustputsch und war nach der Verhaftung Jasows am 21. August kurzzeitig sein Nachfolger. Er soll während dieser Zeit die Kommandogewalt über die nuklearen Streitkräfte innegehabt haben,  wurde jedoch am 23. August 1991 durch Jewgeni Schaponischkow ersetzt. Im November 1991 wurde Moissejew aus dem Dienst entlassen, jedoch nach dem Zerfall der Sowjetunion reaktiviert und war von 1999 bis zu seinem Tod Chefinspekteur der russischen Streitkräfte.

## Auszeichnungen (Auswahl)
Moissejew bekam verschiedene Auszeichnungen, wie den Rotbannerorden oder den Orden der Ehre verliehen.